# ماکوتو ناکامورا
ماکوتو ناکامورا (انگلیسی: Makoto Nakamura؛ زادهٔ ۱۶ آوریل ۱۹۷۰) فیلم‌نامه‌نویس اهل ژاپن است.